# 全賢哲
全 賢哲（チョン・ヒョンチョル、朝鮮語: 전현철）は、朝鮮民主主義人民共和国の政治家。内閣副総理、朝鮮労働党中央委員会政治局委員候補、党中央委経済政策室長。

## 経歴
出生地や生年月日、2019年までの経歴は不明。2019年12月28日から開催された朝鮮労働党中央委員会第7期第5回総会で党中央委員会委員候補に補欠選挙された。
2021年1月5日から開催された朝鮮労働党第8次大会で党中央委員会委員に選出され、1月10日に開催された党中央委員会第8期第1回総会で党中央委員会政治局委員候補に選出された。この党大会で党中央委員会経済政策室長にも任命されている。同年1月17日に開催された最高人民会議第14期第4回会議で内閣副総理に任命された。